# ديساجانا ديوب
ديساجانا ديوب (بالفرنسية: DeSagana Diop)‏ مواليد 30 يناير 1982 في داكار، هو لاعب كرة سلة سنغالي سابق بدأ مسيرته الاحترافية في سنة 2001. يبلغ طوله 7 قدم 0 بوصة (2.1 م). اعتزل اللعب في 2013.

## فرق لعب لها
- كليفلاند كافالييرز
- دالاس مافيريكس
- بروكلين نتس
- شارلوت هورنتس

## روابط خارجية
- ديساجانا ديوب على موقع الاتحاد الدولي لكرة السلة (الإنجليزية)
- ديساجانا ديوب على موقع إن بي أي (الإنجليزية)
- ديساجانا ديوب على موقع سبورتس رفرنس (الإنجليزية)
- ديساجانا ديوب على موقع كرة السلة الأوروبية.كوم (الإنجليزية)
- ديساجانا ديوب على موقع ريلجم (الإنجليزية)
- ديساجانا ديوب على موقع بروبوليرز (الإنجليزية)
- ديساجانا ديوب على موقع سبورتس رفرنس (الإنجليزية)